# Holden Brougham
De Holden Brougham was een grote luxesedan van het Australische automerk Holden. Het model bestond slechts kortstondig. Tussen 1968 en 1971 kwam het in drie series voor. Het model was Holdens antwoord op de soortgelijke Ford Fairlane die in die tijd veel succes kende. In tegenstelling tot die concurrent van Ford Australië kende de Brougham maar weinig succes. In 1971 werd het model vervangen door de Holden Statesman.

## Geschiedenis

### Eerste generatie (HK-HG, 1968-1971)
De eerste Holden Brougham werd in juli 1968 geïntroduceerd, een half jaar na de andere modellen uit de HK-serie. De Brougham was in feite gebaseerd op de Kingswood waarvan de achterzijde werd verlengd. Als luxewagen werd het model enkel als sedan aangeboden. Ook kwam de Brougham enkel met een V8-motor - eerst een 5 liter van Chevrolet en vanaf de tweede (HT) serie Holdens eigen V8 - en een automatische versnellingsbak met eerst twee en vanaf de HG-serie drie versnellingen. De derde en laatste Brougham verscheen in de HG-serie in 1970. Toen die in 1971 werd gevolgd door de nieuwe Holden HQ-serie verdween het model en kwam de Holden Statesman in de plaats. Die Statesman kreeg wel een verlengde wielbasis. De Brougham had nooit het succes gekend dat de Ford Fairlane had. De Statesman daarentegen werd wel een succesvol model voor het Australische merk.

## Series

### Eerste generatie
- 1968: Holden HK
- 1969: Holden HT
- 1970: Holden HG

## Submodellen
Geen